# SS Matelica Calcio 1921
Società Sportiva Matelica Calcio 1921 je italský fotbalový klub hrající v sezóně 2020/21 ve 3. italské fotbalové lize sídlící ve městě Matelica v regionu Marche.
Klub byl založen v roce 1921. První oficiální sezonu klub odehrál 1930/31. Až do sezony 2003/04 hraje nejvýše pátou ligu. Až sezonu 2004/05 již hraje čtvrtou. Jenže po jedné odehrané sezoně sestoupil a sezonu 2008/09 hraje až regionální soutěž (8. nejvyšší).
Zlom nastal v roce 2010. Klub koupil místní podnikatel Mauro Canil a sním přišli finance. Klub od sezony k sezoně postupuje výš a výš až do páté ligy. V sezoně 2019/20 vyhrává svou skupinu a postupuje poprvé v klubové historii do třetí ligy.
V červnu 2021 bylo oznámeno, že bylo dosaženo dohody o spojení s klubem US Anconitana s pokusem přivést do města Ancona zpět do profi klub. Díky pohovorům mezi příslušnými kluby ukončila Matelica svou historii změnou názvu na Ancona Matelica Calcio (předehra k transformaci jednoduše na Ancona).

## Změny názvu klubu
- 1921 – 2005/06 – SS Matelica (Società Sportiva Matelica)
- 2006/07 – 2019/20 – SS Matelica Calcio ASD (Società Sportiva Matelica Calcio Associazione Sportiva Dilettantistica)
- 2020/21 – SS Matelica Calcio 1921 (Società Sportiva Matelica Calcio 1921)

## Získané trofeje

### Vyhrané domácí soutěže
- 4. italská liga (1×)

2019/20

## Účast v ligách
| Úroveň soutěže | Název soutěže (nynější název) | První hraná sezona | Poslední hraná sezona | celkem odehraných sezon |
| -------------- | ----------------------------- | ------------------ | --------------------- | ----------------------- |
| 3              | Serie C                       | 2020/21            | 2020/21               | 1                       |
| 4              | Serie D                       | 2014/15            | 2018/19               | 6                       |
| 5              | Eccellenza                    | 2013/14            | 2013/14               | 1                       |